# Suchmaschinenmarketing
Suchmaschinenmarketing (Search Engine Marketing, SEM) ist ein Teilgebiet des Online-Marketing und umfasst alle Maßnahmen zur Gewinnung von Besuchern für eine Webpräsenz über Websuchmaschinen.
Suchmaschinenmarketing wird unterteilt in Suchmaschinenwerbung (Search Engine Advertising, SEA) und Suchmaschinenoptimierung (Search Engine Optimization, SEO). Häufig wird SEM auch noch als Synonym für Suchmaschinenwerbung verwendet, was sich auf die Einblendung von Werbe-Anzeigen, sog. Sponsorenlinks (Paid Listing), die nach dem Prinzip des Keyword-Advertising auf der Suchergebnisseite dargestellt werden, bezieht.

Hier ist das Suchmaschinenmarketing aufgrund eines Rechtschreibfehlers in der Suchanfrage daneben gegangen.

## Ziel
Ziel des Suchmaschinenmarketings ist die Verbesserung der Sichtbarkeit innerhalb der Ergebnislisten der Suchmaschinen.
Man unterscheidet zwischen den organischen Suchresultaten, die durch eine Suchmaschinenoptimierung beeinflusst werden können und den gekauften Werbeeinblendungen, die den eigentlichen Anteil des Suchmaschinenmarketing darstellen.
Die Suchmaschinenmarketing-Maßnahmen führen dazu, dass eine Werbeanzeige auf einem der obersten Plätze bei den Suchmaschinenergebnissen erscheint. Hierbei stehen die organischen Suchmaschinenergebnisse nicht in Konkurrenz zu den Werbeeinblendungen. Für beide Ergebnislisten gibt es auf den Ergebnisseiten vordefinierte Bereiche. Sowohl die organischen Suchresultate als auch die Werbeeinblendungen beruhen auf eigenen Rankingfaktoren, die eine bestimmte Gewichtung innerhalb der Suchmaschinenalgorithmen aufweisen. Keine der beiden Ergebnislisten hat einen Einfluss auf die Darstellung der anderen. Die Anzeigenschaltung der Werbeanzeige erfolgt durch ein Auktionsverfahren, das heißt, dass der Werbetreibende für bestimmte Suchbegriffe ein Gebot abgibt, um eine Werbeanzeige auf der Suchergebnisseite anzuzeigen. Ob und auf welcher Position die Werbeanzeige eingeblendet wird, wird von der Suchmaschine bestimmt und hängt u. a. von der Relevanz der Webseite, die in der Suchanzeige verlinkt ist, für den Suchbegriff und der Höhe des Gebotes ab. Der Werbetreibende muss u. a. festlegen, (1) für welche Keywords eine Werbeanzeige geschaltet werden soll, (2) was der Inhalt der Werbeanzeige sein soll und (3) welche Position angepeilt wird, an der die Werbeanzeige eingeblendet werden soll. Bei den großen allgemeinen Suchmaschinen Google, Yahoo und Bing werden die bezahlten Suchtreffer in Werbeblöcken zusammengefasst und so optisch von den unbezahlten (organischen) Ergebnissen abgehoben. Seit Februar 2016 verknappt Google die Werbeplätze für Suchmaschinenmarketing durch Wegfall eines Werbeblocks.
Neben der direkten Bewerbung von Produkten gewinnt das Suchmaschinenmarketing auch in der Öffentlichkeitsarbeit und im Corporate Branding zunehmend an Bedeutung.
Das Suchmaschinenmarketing wird bei größeren Unternehmen meist durch die betreuende Mediaagentur oder eine spezialisierte Adwords-Agentur übernommen. Bei kleinen und mittelständischen Unternehmen wird das Suchmaschinenmarketing mehrheitlich von der internen Marketing-Abteilung verantwortet.

## Kritik
Etliche Maßnahmen, die eigene Seite an vorderster Stelle innerhalb der organischen Suchmaschinen-Ergebnislisten zu platzieren, sind manipulativer Natur und werden von den Suchmaschinen selbst kritisch bewertet. Die Grenzen zwischen akzeptablen Methoden der Suchmaschinenoptimierung, die sich an die Richtlinien der Suchmaschinen halten, und inakzeptablen Manipulationen, die als Suchmaschinen-Spamming eingestuft werden müssen, sind daher fließend. Die Rechtsprechung zur Frage der wettbewerbsrechtlichen Zulässigkeit von irreführenden Keywords ist uneinheitlich. Das Oberlandesgericht Köln beanstandete die Internetwerbung eines Ghostwriters nicht, der im HTML-Quelltext seiner Website mit der Angabe „Diplomarbeit kaufen“ warb, da im sichtbaren Teil der Website klargestellt worden war, dass der Ghostwriter nur legale Dienstleistungen anbiete.